# Alchemilla versipila
Alchemilla versipila är en rosväxtart som beskrevs av Robert Buser. Alchemilla versipila ingår i släktet daggkåpor, och familjen rosväxter. Utöver nominatformen finns också underarten A. v. vestita.